# Mesosemia decolorata
Mesosemia decolorata is een vlindersoort uit de familie van de prachtvlinders (Riodinidae), onderfamilie Riodininae.
Mesosemia decolorata werd in 1932 beschreven door Lathy.